# Bergbau in Kärnten
Im Spätmittelalter und in der Neuzeit bildete der Bergbau in Kärnten das Rückgrat der Entwicklung dieses Gebietes und machte Kärnten zu einem ertragreichen Land der damaligen Welt. Heute wird, wenn man von einer Vielzahl von Steinbrüchen absieht, nur mehr in zwei Bergbaubetrieben untertägig abgebaut: Eisenglimmer in Waldenstein (Stadtgemeinde Wolfsberg) und Magnesit auf der Millstätter Alpe bei Radenthein. Der aufmerksame Bergsteiger wird in einigen alpinen Gebieten, die oft nur schwer zugänglich sind, Stollenmundlöcher oder Walenzeichen der Erz- und Goldsucher bemerken. Sagen von Zwergen, die sich im Berg einschließen, um eifersüchtig ihren Schatz zu hüten, lassen sich auf das schwere Leben zurückführen, das die Bergleute zu dieser Zeit gerade in so großer Höhe führten.

## Eisen

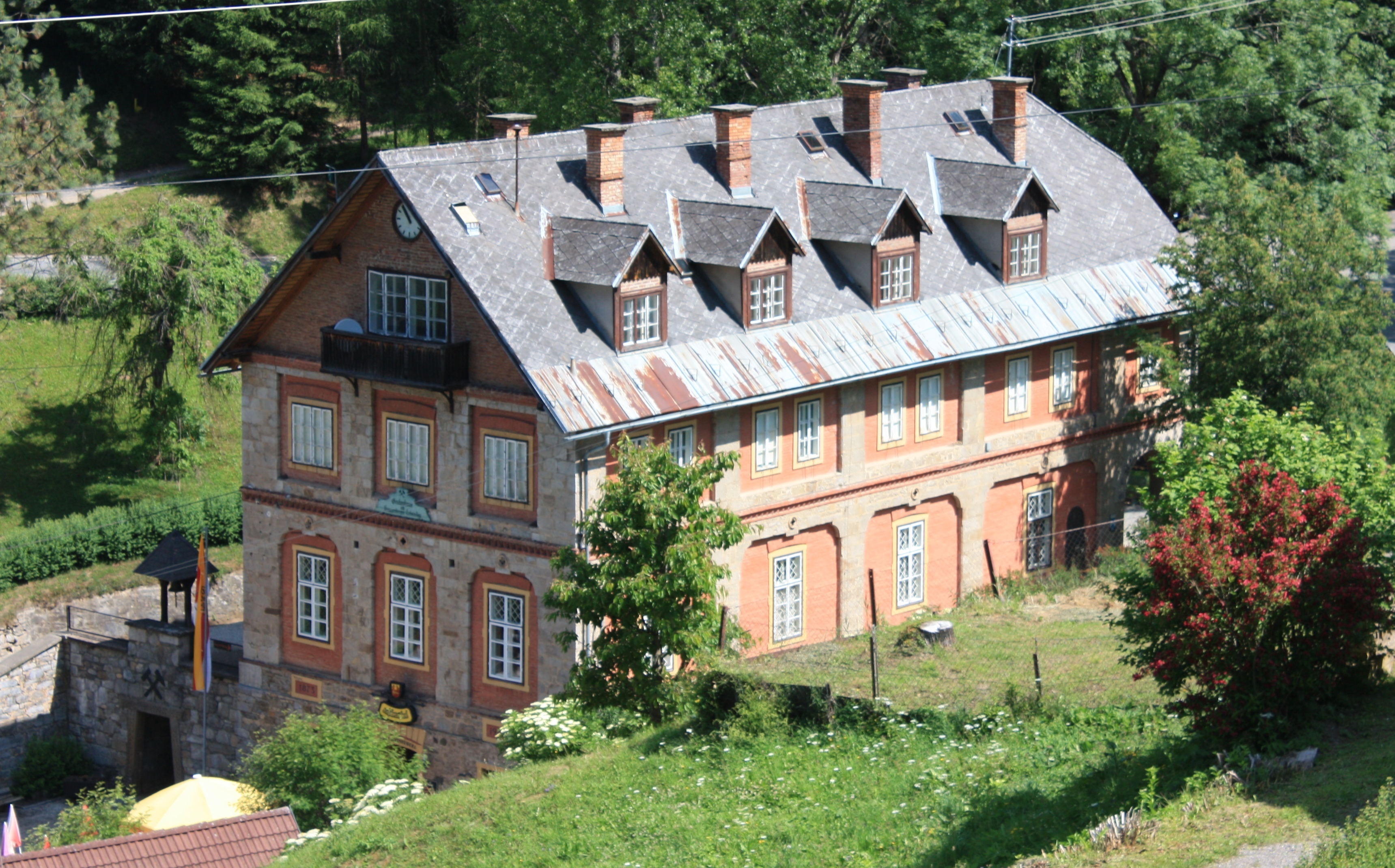
Bergbaumuseum in Knappenberg

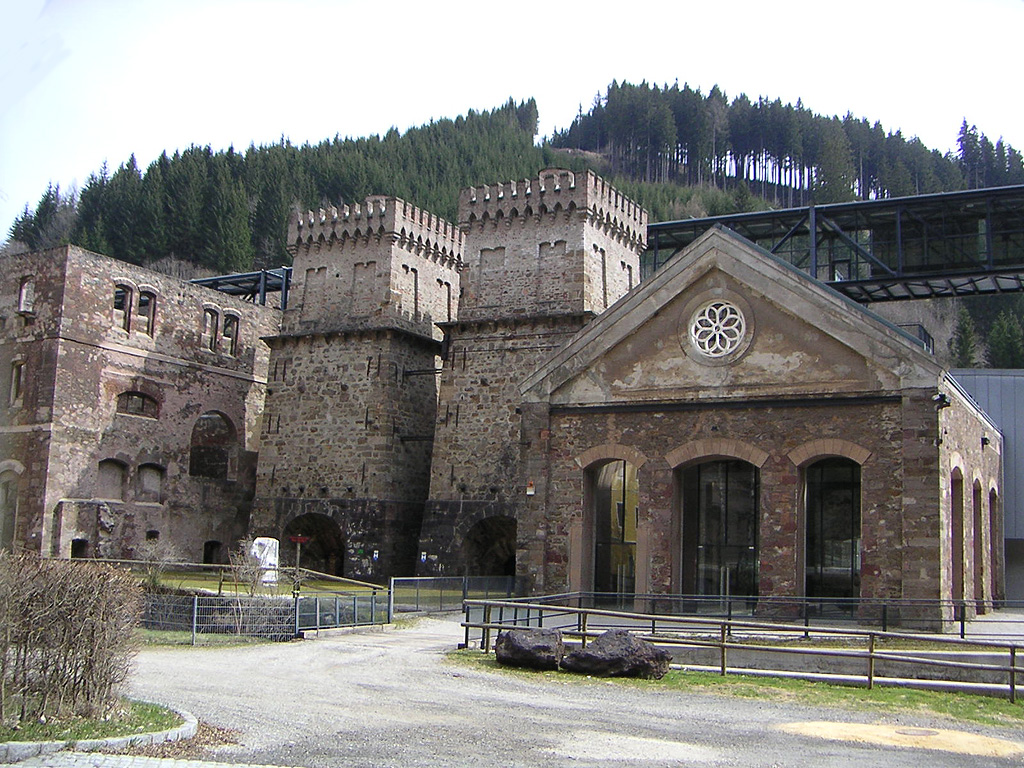
Historische Hochöfen in Hüttenberg

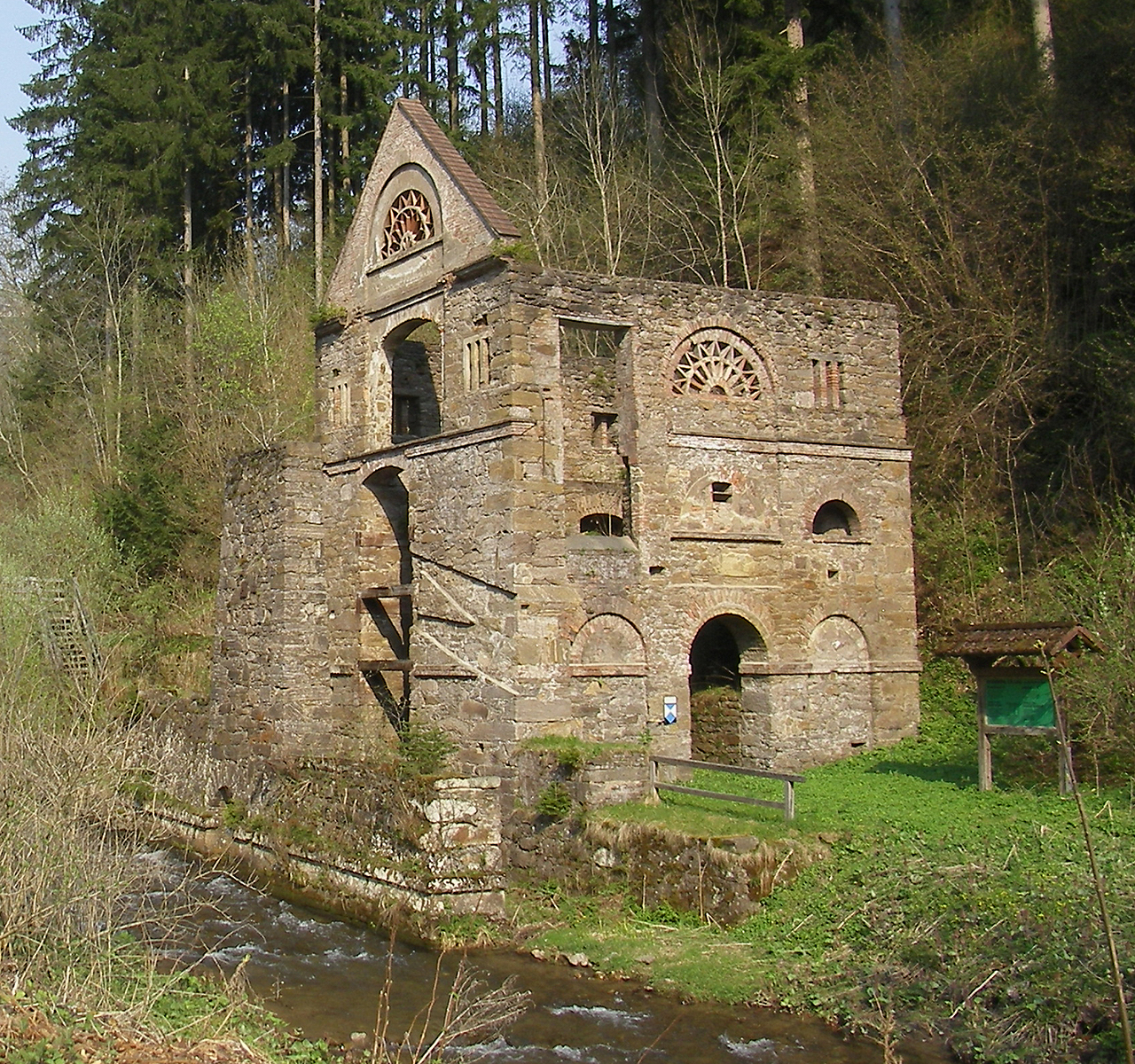
Historische Erzquetsche in der Lölling

Eisen ist zweifelsfrei der prägendste der Rohstoffe, die in Kärnten gefördert wurden. Die Römer eroberten ihr Weltreich mit Waffen aus Norischem Eisen, das großteils aus Hüttenberg kam. Daneben gab es auch noch sehr viele kleinere Abbaugebiete. Dazu zählte auch Zweinitz.
Der Beginn des Eisenabbaus am Hüttenberger Erzberg wird mit etwa 300 bis 200 v. Chr. angenommen. Nach der Völkerwanderung war Friesach die erste Gemeinde, die in Kärnten Stadtrecht bekam – ihrer Rolle als Umschlagplatz des Hüttenberger Eisens wegen. Aus dieser Rolle heraus blieb Friesach während des gesamten Mittelalters die bedeutendste Kärntner Stadt. Auch der Reichtum der Familie von Hemma von Gurk schöpfte sich aus dem Bergbau, wovon auch Sagen zeugen, die sich um sie ranken.
Der Eisenabbau war maßgeblich für die Errichtung der Görtschitztalbahn, die später jedoch nicht mehr dem Personenverkehr diente und stark zurückgebaut wurde.
In Hüttenberg wurde der Eisenabbau erst 1978 eingestellt. Das Bergwerk wurde zu einem Schaubergwerk ausgebaut.
Das nach Hüttenberg wichtigste Eisenbergbaugebiet war die Innerkrems in Oberkärnten, wo von spätestens 1399 bis 1883 Eisenerz abgebaut und in Liesertal um Eisentratten verhüttet wurde.
Auch an anderen Orten wurde Eisen abgebaut, was durch Hochöfen, die aufgrund ihrer massiven Bauweise oft nach Jahrhunderten noch stehen, aber auch an Orts- und Flurnamen wie Eisenkappel, Eisentratten oder dem Eisenhut sichtbar ist.
In Waldenstein (Lavanttal) wird seit 1897 „Eisenglimmer“ (feinstschuppiger Hämatit) abgebaut, der zu Rostschutzanstrichen verarbeitet wird. Mit einer Jahresproduktion von rund 6.000 t liefert das Bergwerk die Hälfte der Weltproduktion.

## Silber

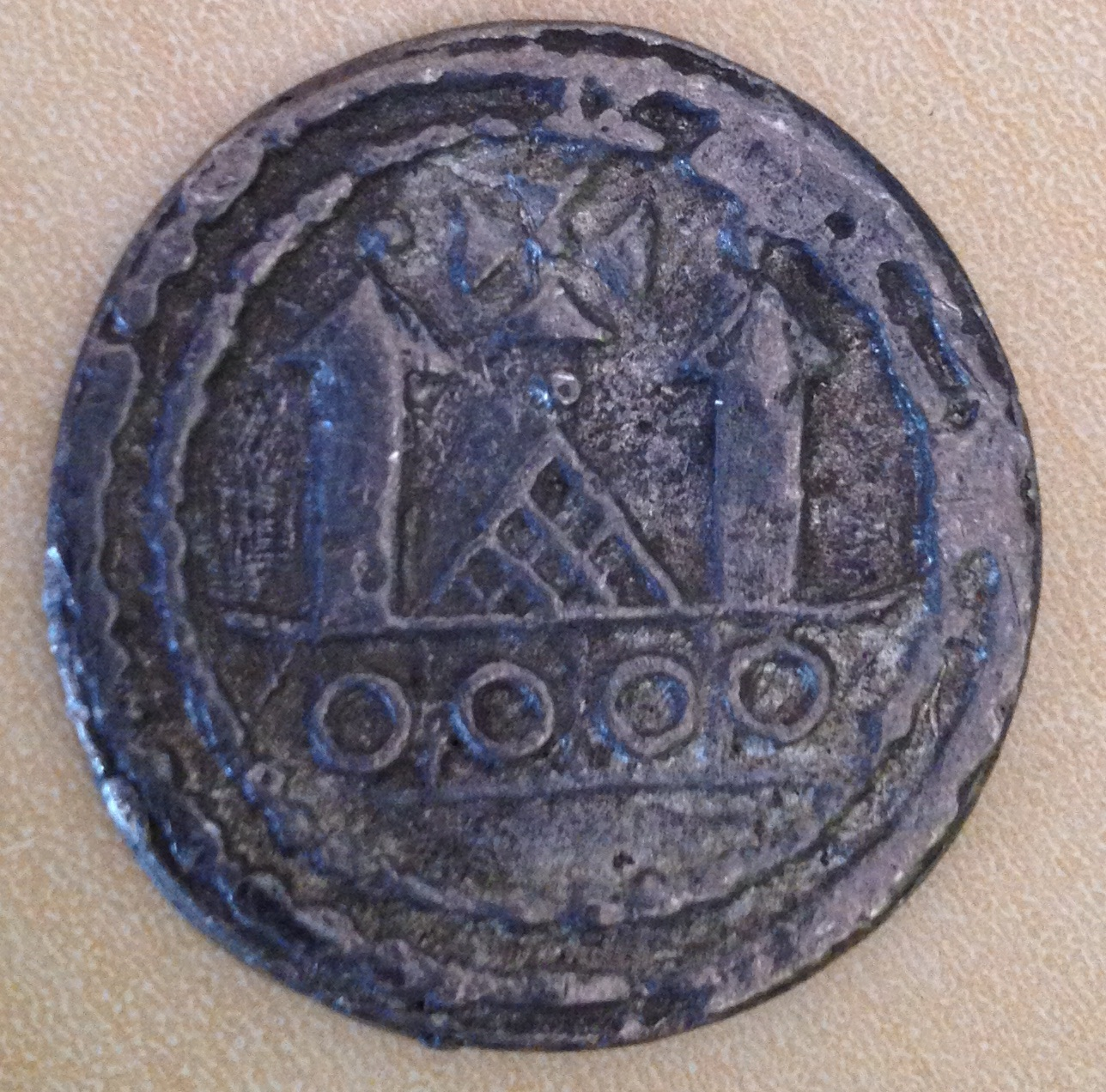
Friesacher Pfennig

Silber war ein zweiter wichtiger Kärntner Rohstoff. Es spielte besonders im Mittelalter (Friesacher Pfennig) und der frühen Neuzeit eine Rolle und trug die Blüte, die Kärnten während der Reformation nahm. Wichtigstes Abbaugebiet für Silber in Kärnten war Meiselding (Bergwerksgraben) und Obervellach im Mölltal.
Bezeichnungen: Silberbach, Silberegg, Sankt Martin am Silberberg, Burg Silberberg.

## Gold
Gold wurde im Wesentlichen in der Kliening im oberen Lavanttal sowie in den Tauern (heute ist die Bezeichnung Tauerngold üblich) aus dem Berg geholt oder aus den Bächen gewaschen. Davon zeugen Bezeichnungen wie Goldberg oder Goldzechkopf.
Im Fleißtal bei Heiligenblut am Großglockner wurde ab der zweiten Hälfte des 14. Jahrhunderts Gold abgebaut. Das aus den Bergen gehauene edelmetallhaltige Gestein wurde mit Lasttieren ins Tal gebracht und dort in einem mit Wasserkraft betrieben Pochwerk zerkleinert. Im 16. Jahrhundert wurde in 1.800 m Höhe ein kleines Goldgräberdorf beim „Alten Pocher“ angelegt. Dieses wurde 2004 rekonstruiert und bietet heute Touristen die Möglichkeit, Gold aus einem Bach zu waschen. Goldbergbau gab es auch an der Grenze zu Salzburg im Bereich des Pöllatals der Ankogelgruppe.
Die Sage berichtet, dass am Oswaldiberg, nahe Villach, im Mittelalter Gold abgebaut wurde. Die Mundlöcher der Bergwerke sind heute noch zu sehen. Die Goldfunde versiegten aber, ohne je den Hauptgang gefunden zu haben. Die Mundlöcher sind dem Verfall preisgegeben und dürfen nicht betreten werden. Touristische Nutzung gibt es nicht.

## Blei

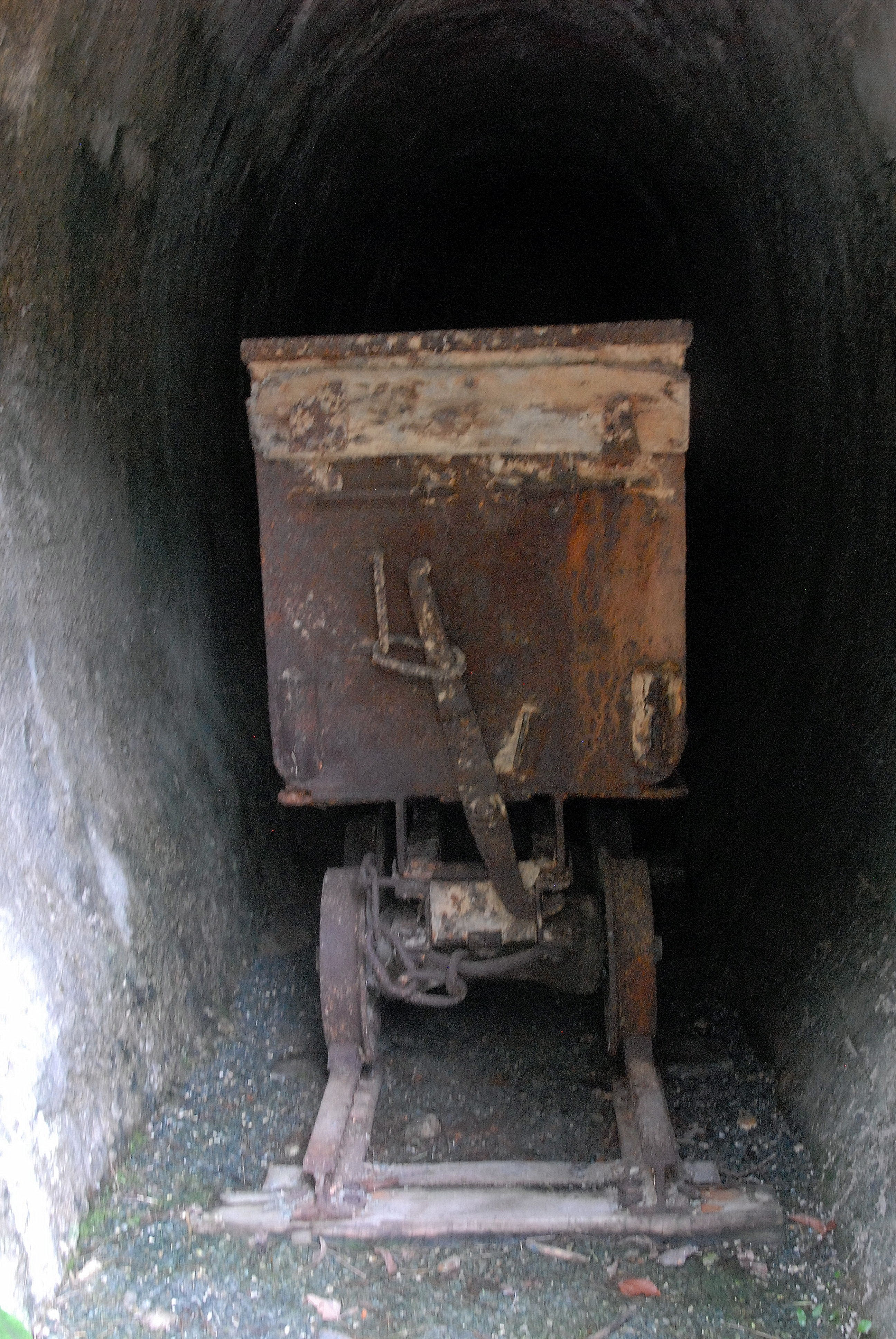
Stolleneingang in Windisch Bleiberg

Blei gehörte zu den bedeutendsten Erzen, die in Kärnten gewonnen wurden. In zahlreiche Kärntner Ortsnamen findet sich der Ausdruck Blei, so in Bleiburg, einem wichtigen Umschlagplatz am Fuße der Petzen, und in Windisch Bleiberg. Blei fand sich hauptsächlich in den Kalkgebirgen.
Die Vorkommen wurden bereits vor 3000 Jahren abgebaut, wie die hallstadtzeitlichen Bleifiguren von Frög, Gemeinde Rosegg belegen. Die wichtigsten Bergbaureviere waren die Petzen, der Hochobir, Matschiedl – Windische Höhe im Gailtal und vor allem der Erzberg von Bleiberg. Die Obir-Tropfsteinhöhle verdankt ihre Entdeckung ebenfalls dem Bleibergbau.
Bleiberg war einer der bedeutendsten Blei-Zink-Bergbaue in Europa. Die Stollen zogen sich vom Stadtrand von Villach westlich über etwa 15 Kilometer bis in den Bereich von Rubland nahe Paternion. Die Grube in Bleiberg war bis zu ihrer Schließung 1993 eine der modernsten in Europa. Heute erinnern das Schaubergwerk Terra Mystica und ein Heilklimastollen an die fast eintausendjährige Bergbauzeit. Teile der Grube werden heute als Speicherkraftwerk genutzt. Im Rahmen von Vortriebsarbeiten wurde die Bleiberger Thermalquelle entdeckt. Es kam zu einem massiven Wassereinbruch, die Bergleute konnte sich im letzten Moment retten, aber große Teil der Grube wurden geflutet. Die Grube wurde gesümpft und die Quelle gefasst. Sie versorgt heute die Thermaleinrichtungen von Bleiberg.
In Arnoldstein nutzte Ende des 15. Jahrhunderts die Augsburger Gewerkenfamilie Fugger, die auch den Bergbau in Bad Bleiberg betrieb, die Bleivorkommen zur Gewinnung von Silber aus ungarischem und Schwazer Schwarzkupfer in einer Saigerhütte, der sogenannten Fuggerau. In all den genannten Gebieten zeugen Stollenmundlöcher und alte Halden von vergangenem Abbau.

## Zink
Das Metall Zink kam immer gemeinsam mit Blei in den Erzvorkommen vor und war bis zuletzt hauptsächliches Ziel des Bergbaus in Bad Bleiberg. Reicherze hatten etwa 15 % Zink-Gehalt. Die Erze wurden in Arnoldstein verhüttet.

## Quecksilber
Im historischen Bergbaugebiet von Reichenau gab es Quecksilbervorkommen, die ab dem 17. Jahrhundert als Cinnabarit abgebaut wurden. Die Kärntner Quecksilbervorkommen wurden von den in slovenischen Idrija viel bedeutenderen Erzen historisch überschattet und teilweise wurden die kleineren Abbaubestrebungen im Land zugunsten der Monopolisierung des dortigen Werkes von den Habsburgern behördlich unterbunden. Eine Übersicht im  Ausstellungskatalog zur Landesausstellung in Hüttenberg zeigt Standorte von Quecksilbervorkommen in Dellach im Drautal, Stockenboi (Buchholzgraben in der Katastralgemeinde Wiederschwing), Waidisch in Ferlach, Eisenkappel und Vellacher Kočna.

## Magnesit
Der Magnesitabbau in Radenthein ist eines der letzten aktiven Bergbauunternehmen in Kärnten. RHI Magnesita fördert 75.000 Rohmagnesit, der vor Ort zu Magnesiumoxid verarbeitet wird.

## Granate

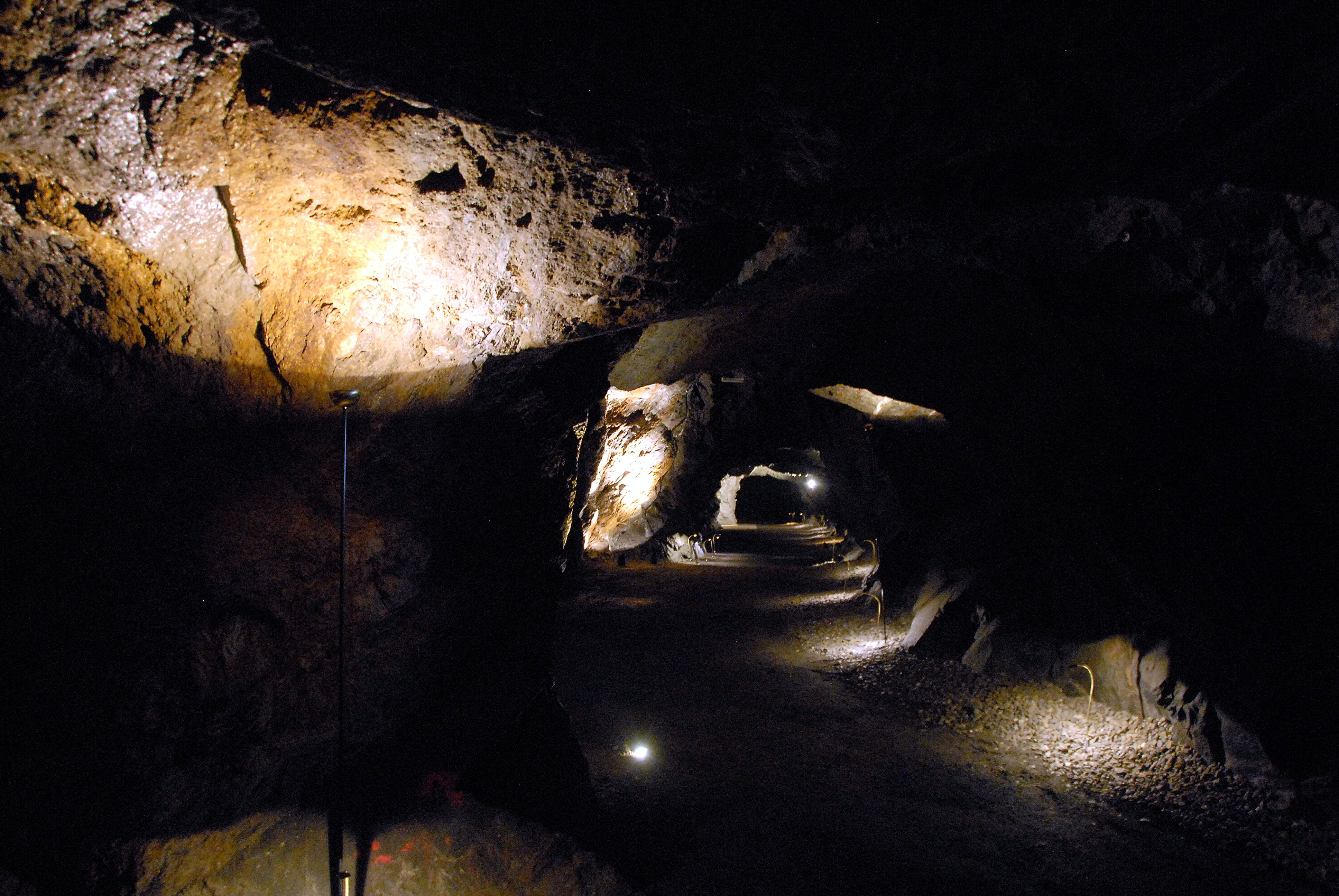
Schaustollen im Granatium

Ebenfalls in Radenthein erinnert das Museum Granatium an den örtlichen Granatabbau bis 1909.

## Kupfer
Kupfer spielte eine untergeordnete Rolle. Erwähnenswert sind:
- der mit viel Aufwand und wenig Ertrag betriebene Kupferbergbau in der Großfragant. Heute zeugt noch die im Ersten Weltkrieg angelegte Eisenbahnstrecke, die sogenannte Rollbahn, von diesem Abbau,
- ein bedeutender Kupfer-Silber-Bergbau in Obervellach,
- mittelalterlicher Kupferabbau durch die Fugger südlich von Villach am Mallestiger Mittagskogel,
- neuzeitlicher Kupferabbau in der Schütt.[9]

## Lithium – Spodumen
Am Brandrücken, ungefähr 2 km südwestlich der Weinebene auf der Koralpe, befindet sich das größte Lithium-Vorkommen Europas, das Mitte der 1980er Jahre Ziel eines Versuchsbergbaus war. Aufgrund der teuren Aufbereitung des Lithium-Silikats Spodumen war eine Gewinnung, die im Tiefbau erfolgen müsste, bis in das beginnende 21. Jahrhundert nicht wirtschaftlich möglich. Das Vorkommen wird aber als Reserve für den Fall steigender Nachfrage oder steigender Preise betrachtet. Die nach den Explorationsarbeiten stillgelegte, aber instandgehaltene Abbaustelle wurde 2011 von der Kärntner Montanindustrie an das australische Unternehmen East Coast Minerals ECM verkauft. Im Oktober 2013 wurde schließlich mit einem Probeabbau von 1000 Tonnen Spodumen begonnen, um die Ergiebigkeit der Lagerstätte zu erkunden. Auf Basis der Ergebnisse dieses Probeabbaus soll dann die Entscheidung bezüglich eines Regelbetriebs gefällt werden. Der Lithiumgehalt des Spodumen-haltigen Erzes wird gegenwärtig auf 1,3 – 1,6 % geschätzt.

## Antimon – Stibnit
In Rabant – direkt an Grenze zwischen Osttirol und Kärnten – befand sich ein Antimon-Bergbau, sowie in Kleblach-Lind (Sifliz). Eine kleine Lagerstädte beim Gehöft Hapatnik Brückl wurde von Heinz Meixner beschrieben. In letzterer war offenbar nicht der antimonhaltige Stibnit Ziel der Ausschürfungen, sondern möglicherweise silberhaltiger Galenit, der jedoch nicht gefunden wurde.

## Kohle
Kohlevorkommen gibt es in Kärnten nur in geringem Ausmaß. Nennenswert ist die Braunkohlelagerstätte im Lavanttal bei St. Stefan, deren Abbau im frühen 19. Jahrhundert begann. Die höchste Jahresförderung wurde 1962 mit 822.000 t erzielt. 1968 wurde der Betrieb wegen eines Grubenbrandes im Jahr 1967, der fünf Bergleuten das Leben kostete, eingestellt.
Im 19. Jahrhundert gab es einige kleine Kohlebergwerke im Klagenfurter Becken und am Nordrand der Karawanken (Penken, Stein im Jauntal, Oberloibach u. a.) sowie in Sonnberg (Gemeinde Guttaring).

## Marmor

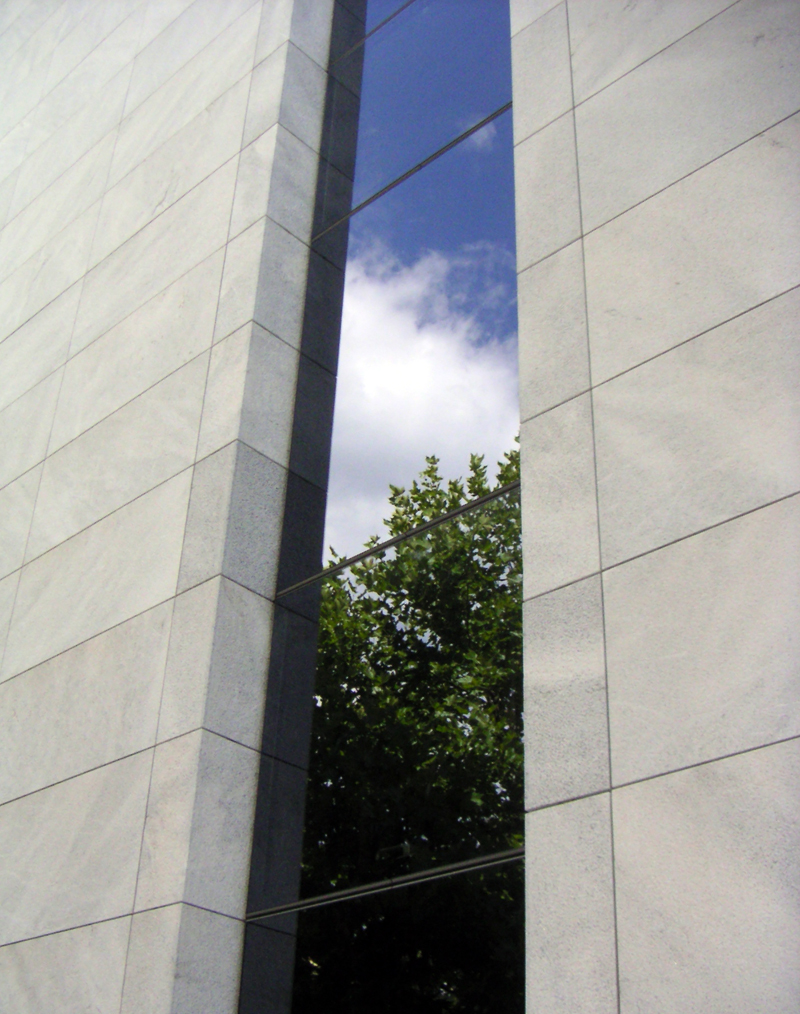
Krastaler Marmor, Hauptspeicher des Kärntner Landesarchivs

Seit mehreren Jahrhunderten wird bis heute der Krastaler Marmor abgebaut. Dies ist ein weißer, deutlich marmorierter Naturstein. Manche Bildhauer sind der Meinung, dass er eine bessere Qualität als der Carrara-Marmor hat. Der österreichische Bildhauer Max Gangl schuf fast alle seine Statuen aus Krastaler Marmor. Im Kärntner Landesarchiv wurde der Stein großflächig für den klimatisierten Speicher eingesetzt.
In der Vergangenheit wurde der sogenannte Pörtschacher Marmor abgebaut, der inzwischen erschöpft ist. Der Steinbruch ist von der Süd Autobahn bei Töschling deutlich zu sehen. Der Pörtschacher Marmor ist nach dem Ort Pörtschach benannt, an dem er früher auf die Eisenbahn verladen wurde, obwohl sich die Marmorbrüche in Töschling bzw. auf Techelsberger Gemeindegebiet befinden. Dieser Marmor ist weiß mit rosa Schlieren und wurde in Klagenfurt an vielen Stellen verbaut, am deutlichsten im Lendhafen. Da sich auf der ganzen Welt kein identisch gemusterter Marmor gefunden hat, erzielen Gegenstände aus Pörtschacher Marmor in Klagenfurt Liebhaberpreise.

## Kalk und Dolomit

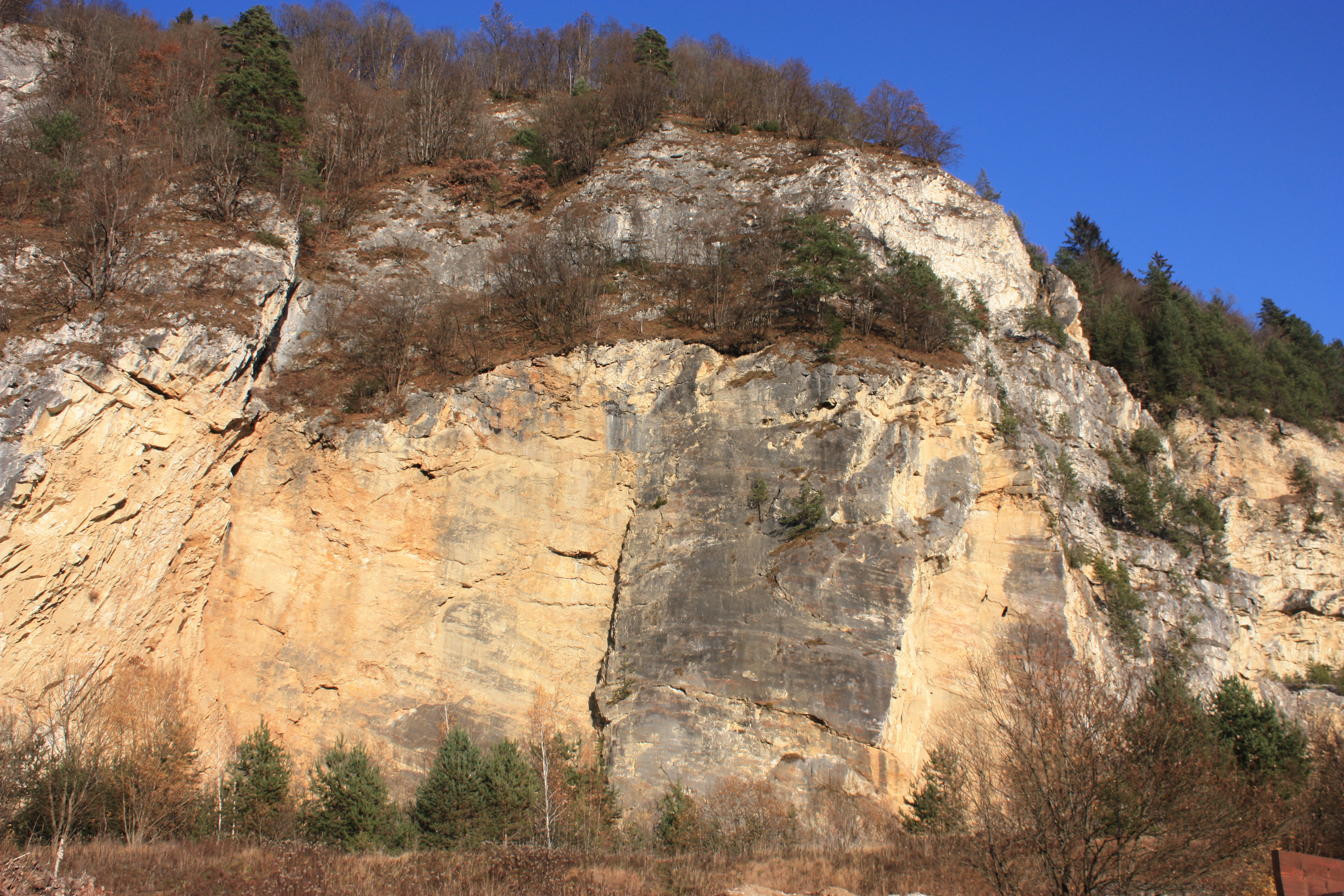
Aufgelassener Kalksteinbruch am Fuße der Gerlitze in Treffen

Im Unterdrautal bei Villach baut die Schweizer Omya AG im Tagebau Kalk ab, der zu Füllstoff für Papier, Zahnpasta und Lacke weiterverarbeitet wird. Der Steinbruch liegt in der Nähe des Krastaler Marmorsteinbruchs.
In Gösseling befindet sich ein Kalksteinbruch, der bereits zur Römerzeit betrieben wurde, und vor wenigen Jahren reaktiviert wurde.
In Kellerberg wird Wettersteinkalk mit einer Zusammensetzung von 85 % Kalk und 15 % Dolomit abgebaut.
In Eberstein und am Kathreinkogel wird Dolomit abgebaut.